# Get Ready (The Temptations)
Get Ready è un singolo discografico del gruppo vocale statunitense The Temptations, pubblicato nel 1966.

## Il brano
Il brano è stato scritto e prodotto da Smokey Robinson e incluso nel quarto album in studio del gruppo Gettin' Ready.

## Tracce
- 7"

1. Get Ready
2. Fading Away

## Cover
- Il gruppo musicale britannico Rare Earth ha pubblicato una cover del brano nel 1970 come singolo estratto dall'album omonimo, ovvero Get Ready.